# Robinson Helicopter Company
Robinson Helicopter Company er en amerikansk virksomhed lokaliseret i Californien, der udelukkende producerer civile helikoptere.
Robinson er det firma i verden der har produceret flest civile helikoptere – fra den første helikopter i 1979 til og med november 2005 er der leveret over 6000 stk.
Robinson blev grundlagt i 1973 af Frank Robinson, tidligere medarbejder hos Bell Helicopter Textron og Hughes Helicopters.

## Modeller
Robinson producerer 3 forskellige modeller:
- Robinson R22 – 2-sædet, billig helikopter til privatbrug. Bliver også brugt til skoleflyvning.
- Robinson R44 – 4-sædet, forholdsvis billig konfigurerbar helikopter. Bruges blandt andet af nyhedsstationer og politiet.
- Robinson R66 - 5-sædet, halv dyr turbine helikopter.